# Harry Edwin Wood
| 715 Transvaalia           | 22 de abril de 1911   |
| 758 Mancunia              | 18 de maio de 1912    |
| 790 Pretoria              | 16 de janeiro de 1912 |
| 982 Franklina             | 21 de maio de 1922    |
| 1032 Pafuri               | 30 de maio de 1924    |
| 1096 Reunerta             | 21 de julho de 1928   |
| 1241 Dysona               | 4 de março de 1932    |
| 1305 Pongola              | 19 de julho de 1928   |
| 1595 Tanga [1]            | 19 de junho de 1930   |
| 1663 van den Bos          | 4 de agosto de 1926   |
| 2193 Jackson              | 18 de maio de 1926    |
| 3300 McGlasson            | 10 de julho de 1928   |
| 1. 1 com Cyril V. Jackson |                       |

Harry Edwin Wood (3 de fevereiro de 1881 – 27 de fevereiro de 1946) foi um astrônomo inglês.

## Biografia
Wood nasceu em Manchester, Inglaterra, se formou na Universidade de Manchester, em 1902, com honras de primeira classe em física, passando a ganhar uma M.Sc em 1905. Em 1906, foi nomeado o assistente-chefe do Observatório Meteorológico Transvaal, que logo adquiriu telescópios e que se tornou conhecido como o Observatório União. Ele atuou como diretor do observatório entre 1928 e 1941, sucedendo Robert Innes.
Em 1909, ele se casou com Maria Ethel Greengrass, também uma pós-graduada em física (1905), da Universidade de Manchester. Eles não tiveram filhos.
Ele foi o presidente da Sociedade Astronômica da África do Sul entre 1929 e 1930.
Wood sem nenhuma colaboração de outra pessoa descobriu um total de 12 de asteroides.
O asteroide 1660 Wood foi nomeado em sua homenagem.